# عملة رئيسية

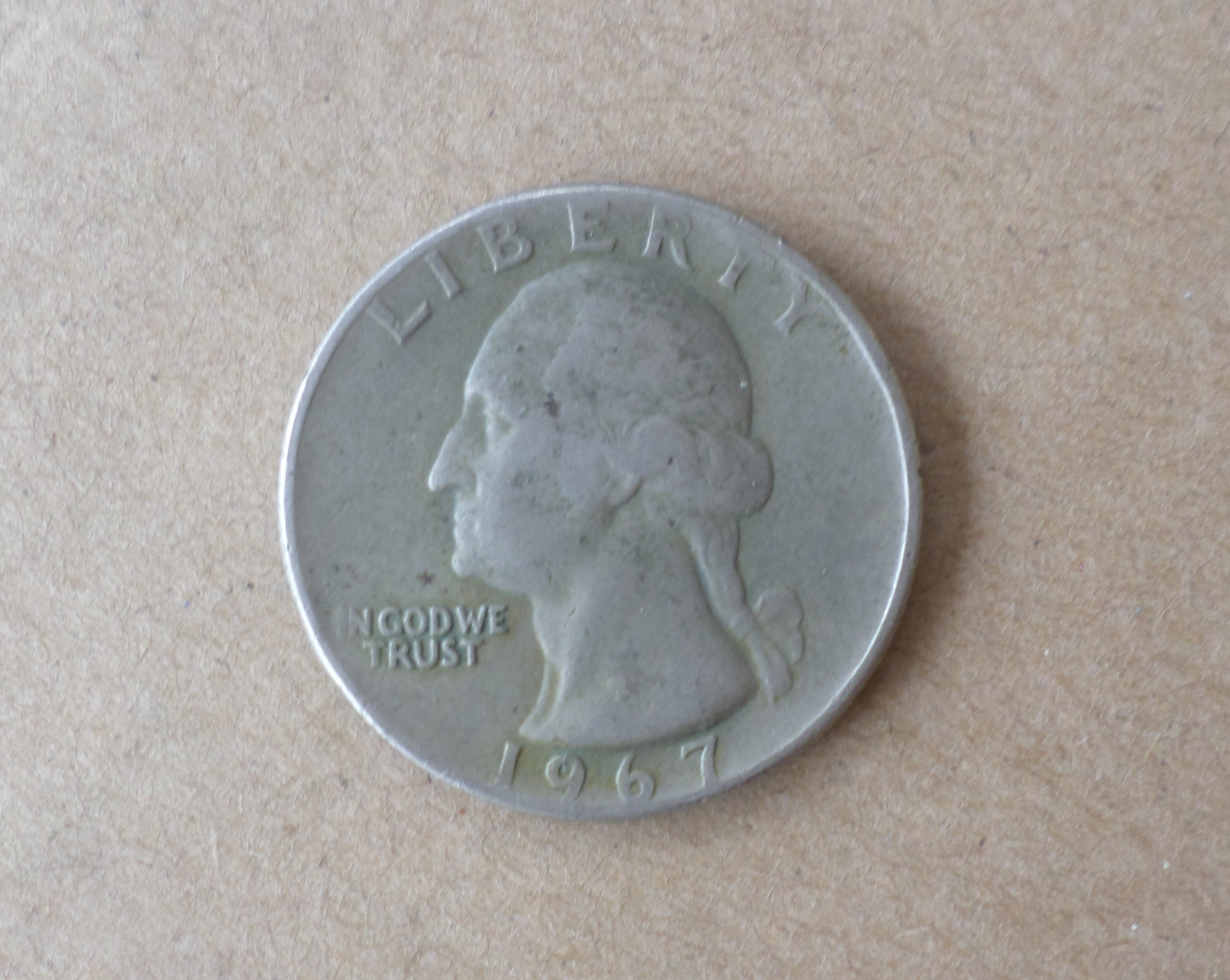
عملة معدنية مسكوكة سنة 1967

العملة الرئيسية Key Currency وهي عملة أجنبية تستعملها السلطات النقدية في بلد أو دولة ما كأحدى مكونات الاحتياطي النقدي، مثال ذلك الجنيه الاسترليني والمارك الألماني والدولار الأمريكي يعتبر عملات رئيسية ضمن الاحتياطي النقدي الأجنبي لدولة مثل العراق أو غيرها من الدول.